# Tempio Vaikom
Il tempio Vaikom Mahadeva è un tempio dedicato al Dio indù Shiva nella municipalità di Vaikom, nel Kerala. Insieme ai templi di Ettumanoor Siva e di Kaduthuruthy Thaliyil Mahadeva, è considerato un luogo di profonda spiritualità. Si crede che se un devoto adora questi tre templi prima dell' "Ucha pooja" (il primo culto del giorno), vedrà tutti i propri desideri avverati.
Il tempio di Vaikom Mahadeva è uno dei pochi templi considerati spiritualmente importanti dai seguaci di entrambe le divinità indù Shiva e Visnu. Lo Shiva di Vaikom è chiamato con affetto dai devoti Vaikkathappan. Si ritiene che qui sia conservato un Linga proveniente dal "Treta yuga" (la seconda delle quattro ere di evoluzione della vita), dove la pūjā non è stata spezzata sin dall'inizio.

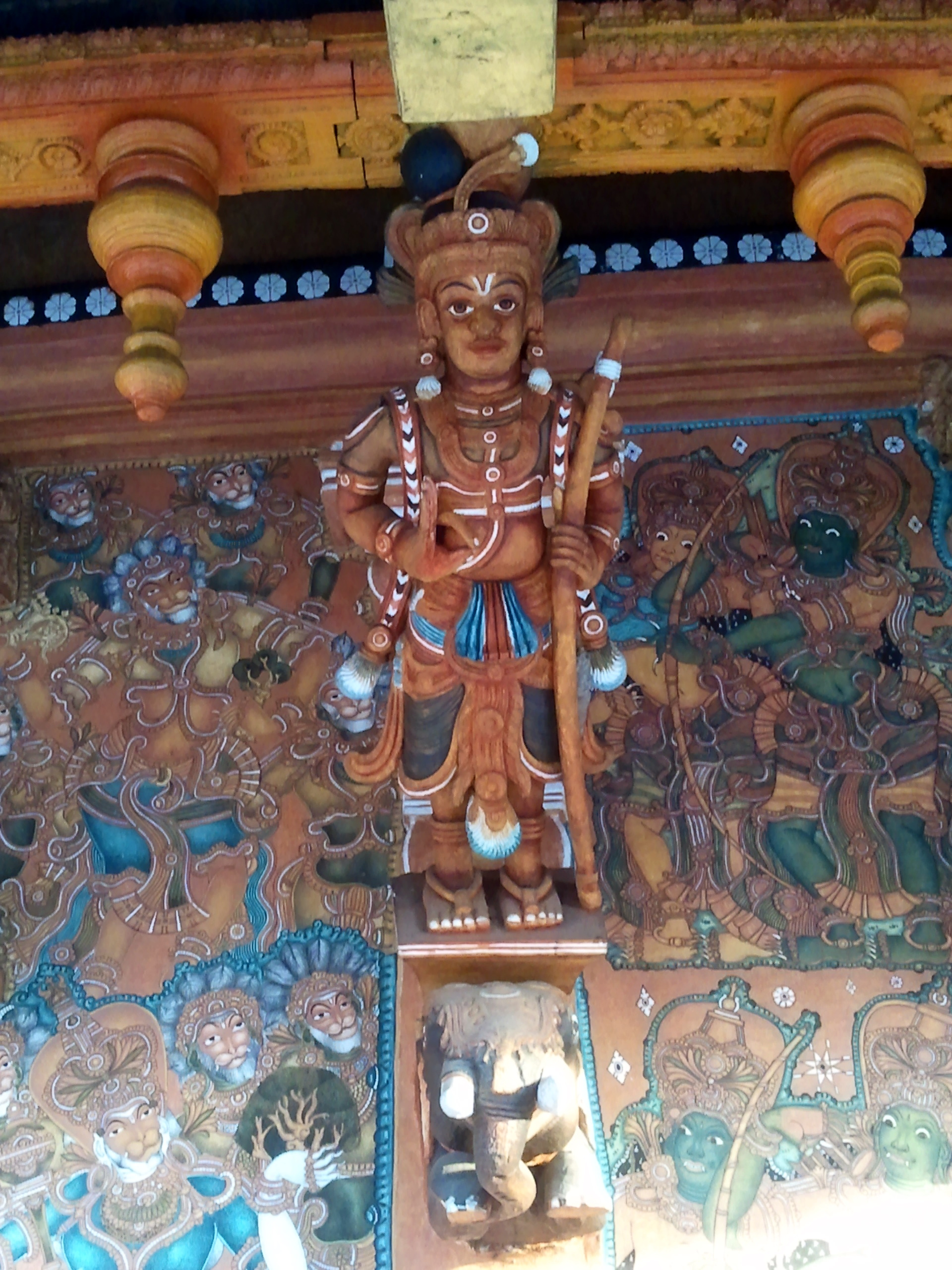
Una scultura nel tempio

Il tempio è uno dei principali templi di Shiva in Kerala, insieme al tempio Ettumanoor Mahadevar Temple, Kaduthruthy Mahadeva Temple, Vazhappally Maha Siva Temple, Chengannur Mahadeva Temple, Ernakulam Shiva Temple, Vadakkunathan temple e Thirunakkara Sree Mahadevar Temple.

## Storia pre-coloniale
La storia narra che Kharasura, nel ricevere Shaiva Vidya Upadesh da Malyavan, andò a Chidambaram e fece una grande penitenza e una Tapasya (una disciplina spirituale che implica una meditazione profonda, austerità/moderazione, autodisciplina e sforzi per raggiungere la realizzazione del Sé) per il conseguimento della Moksha (salvezza dal ciclo delle rinascite). Soddisfatto della sua penitenza, Lord Shiva gli concesse tutti i doni che aveva chiesto e gli regalò tre grandi Linga estratti dal suo interno. Assicurandolo che sarebbe sempre stato presente in loro, Lord Shiva scomparì, chiedendo prima a Khara di adorare i Linga per raggiungere Moksha. Nel viaggio di ritorno verso il sud dell'Himalaya, Khara, con i tre Linga - uno nella mano destra, uno nella mano sinistra e l'altro al collo - si sentì stanco e si fermò a riposare per un po'. Dopo il riposo, quando cercò di riprendere i linga, questi non si mossero. Si rese conto che era la maya di Shiva e, quando lo invocò, i cieli gli parlarono così: 
Khara, avendo raggiunto il Moksha, affidò i sacri Linga alla custodia di Maharshi Vyaghrapada, che lo aveva seguito rimanendo invisibile e chiese al saggio di proteggerli e adorarli.

## La Porta Chiusa
In tempi antichi, il tempio di Vaikom era di proprietà di 108 famiglie. I proprietari si divisero in due gruppi e uno di questi si schierò con il sovrano. Le loro dispute e litigi aumentarono con il trascorrere del tempo, finché un giorno uno dei due gruppi arrivò al tempio verso mezzogiorno. Il loro capo, Njallal Namboothiri era intenzionato a fermare la pooja di mezzogiorno. A quel tempo il Nivedya veniva esposto nella parte occidentale della Namaskara Mandapa. Nel occidentale vi era un'entrata e Njallal Namboothiri, dopo aver poggiato il suo grembiule (Randam Mundu) sopra la porta occidentale, si avvicinò al Nivedya e ci sputò i resti del suo betel masticato, in conseguenza la pooja fu interrotta. Nel ritornare, mentre stava prendendo il suo grembiule dalla porta, un serpente molto velenoso lo morse a morte: lui si trascinò fuori dalla porta ovest e morì. Allora la porta occidentale del cortile del tempio si chiuse da sola e si udì una voce dall'interno del Sreekovil che disse: "Questa porta non dovrà più essere aperta". Quella porta da allora rimase chiusa, ed è ancora oggi così a dimostrazione della potenza dell'ira del Grande Signore verso l'interruzione delle sue poojas.

### Architettura

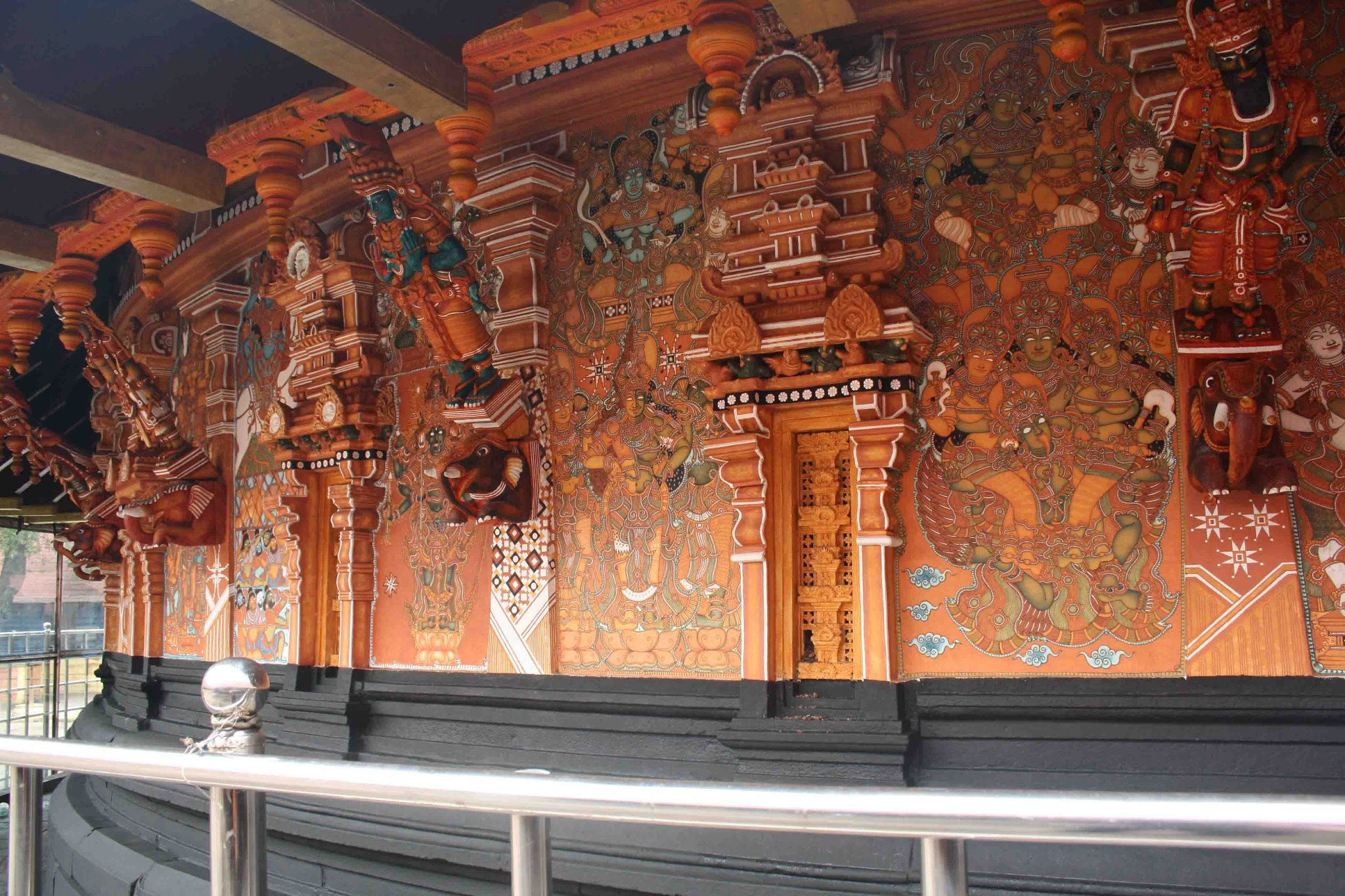
Pitture murali nel Sreekovil del tempio

Il tempio Vaikom Mahadeva è uno dei più grandi templi del Kerala e ha un cortile di circa otto acri di terra. I locali sono livellati con sabbia di fiume e sono protetti da mura composte con quattro gopura o torri, sui quattro lati. Il Sreekovil è di forma rotonda, coperto con lastre di rame e con due camere. Il Mukha Mandapa ha due camere: la prima camera è costruita in pietra sagomata e legno a pezzo unico. Le pareti e i pilastri sono molto robusti. Il Garbha Griha (Sanctum Santorium): la seconda camera è costruita completamente in pietra, incluso il tetto a forma quadrata.

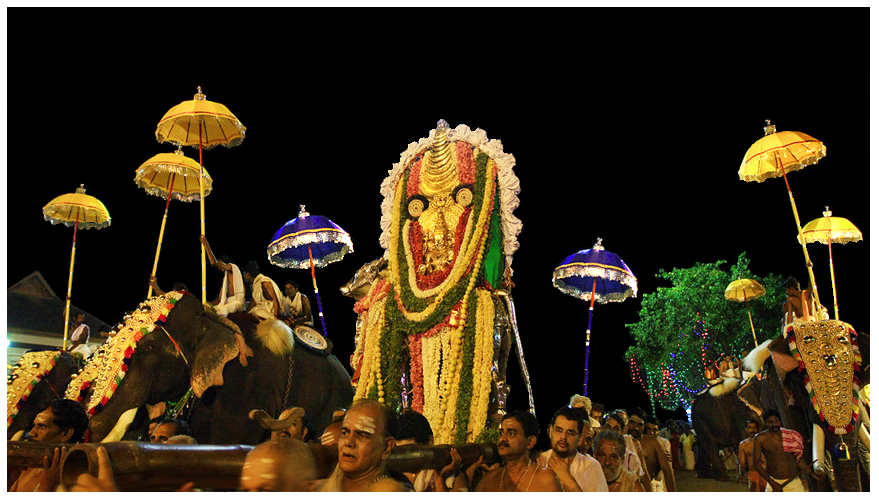
Processione di Perumthrikkovilappan nel Vaikom Ashtami

Il tempio di Vaikom è famoso per il Vaikom Ashtami (Vaikathashtami), uno dei suoi principali festival, che si tiene tra novembre e dicembre di ogni anno. La data esatta del festival è determinata secondo il calendario Malayalam.
Vaikathashtami è celebrato nel giorno di Krishna Ashtami. La leggenda di questo festival narra che anticamente un santo uomo di nome Vyaghrapada pregò la divinità per anni,  e dopo molti anni Shiva e sua moglie Parvathy Devi gli apparvero, si ritiene proprio nel giorno di Krishna Ashtami. Il festival dura 12 giorni, e il dodicesimo giorno è il Vaikathashtami.

## Galleria d'immagini

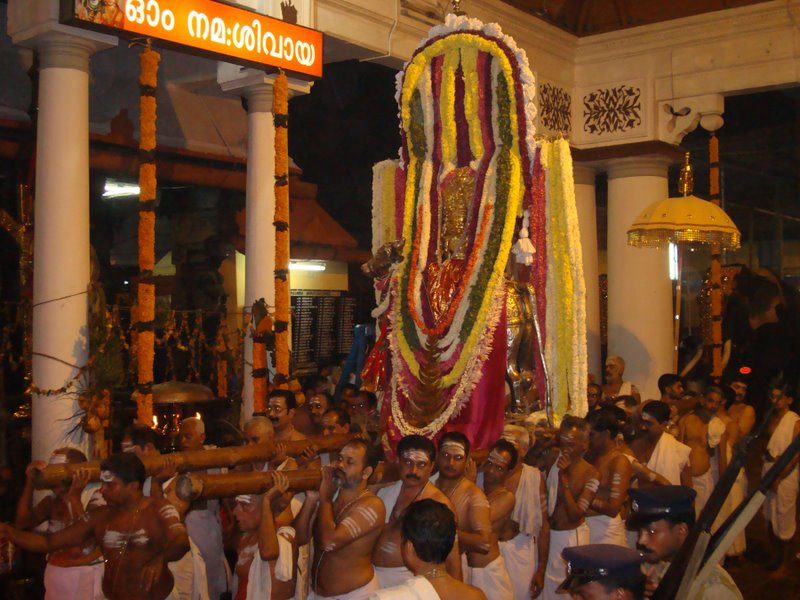
Rishabhavahanam decorato
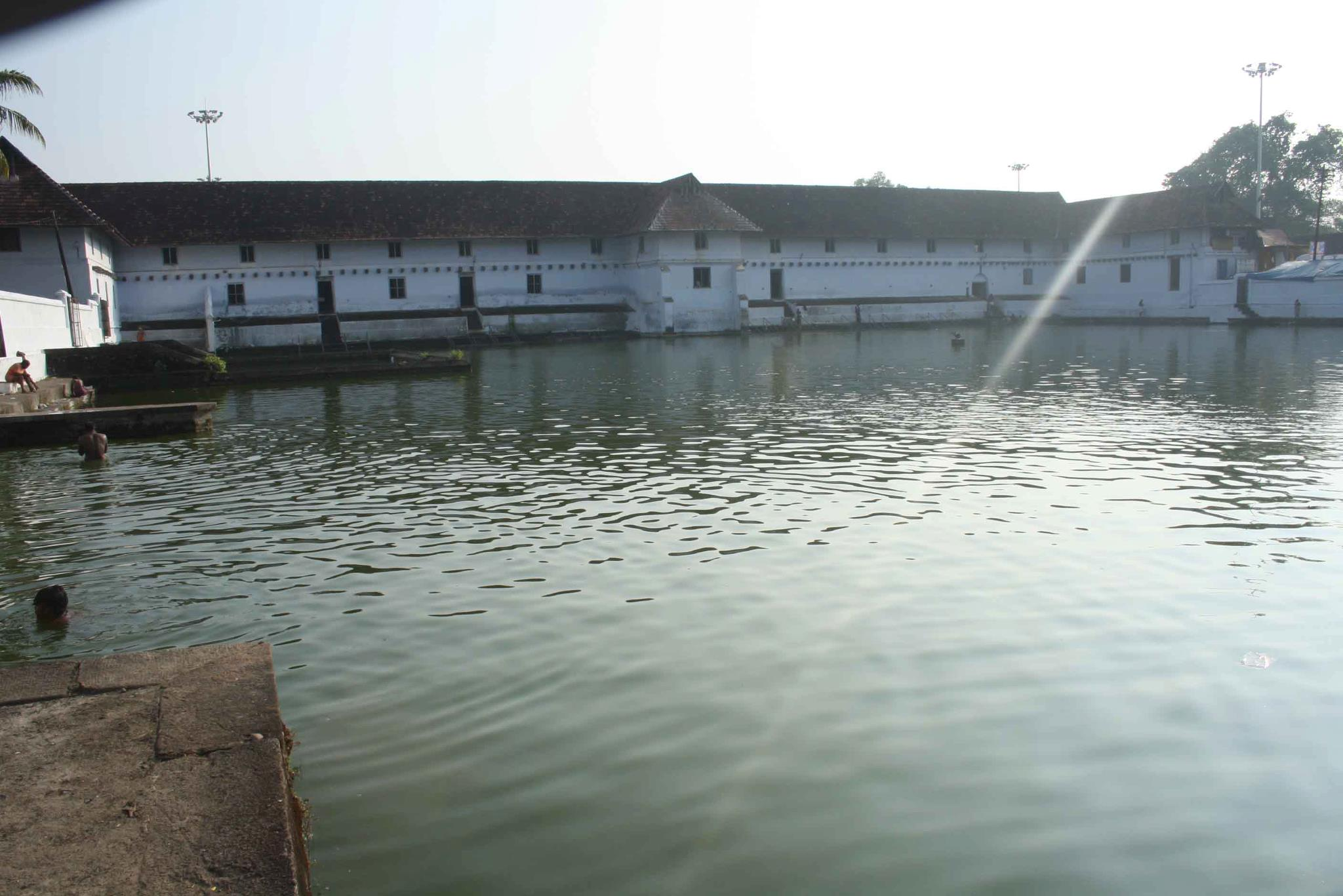
Stagno del tempio
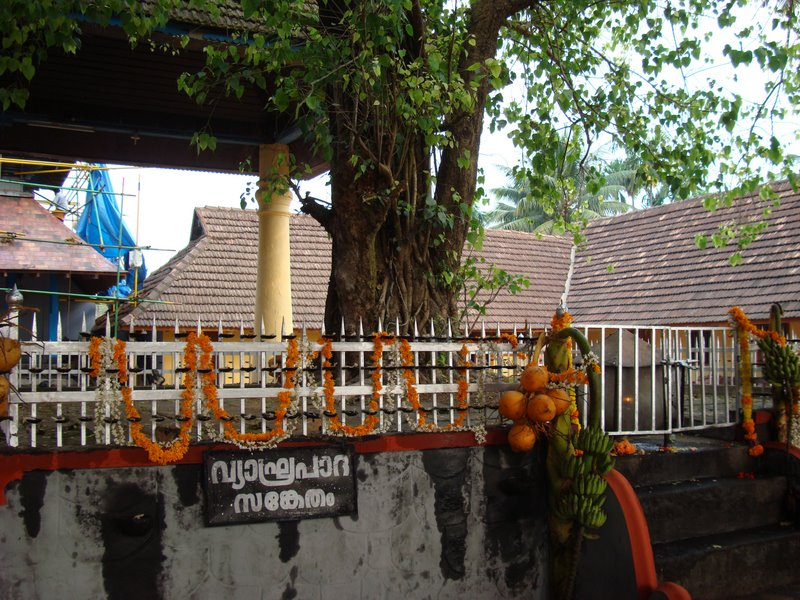
Vyakhrapada Sanketham
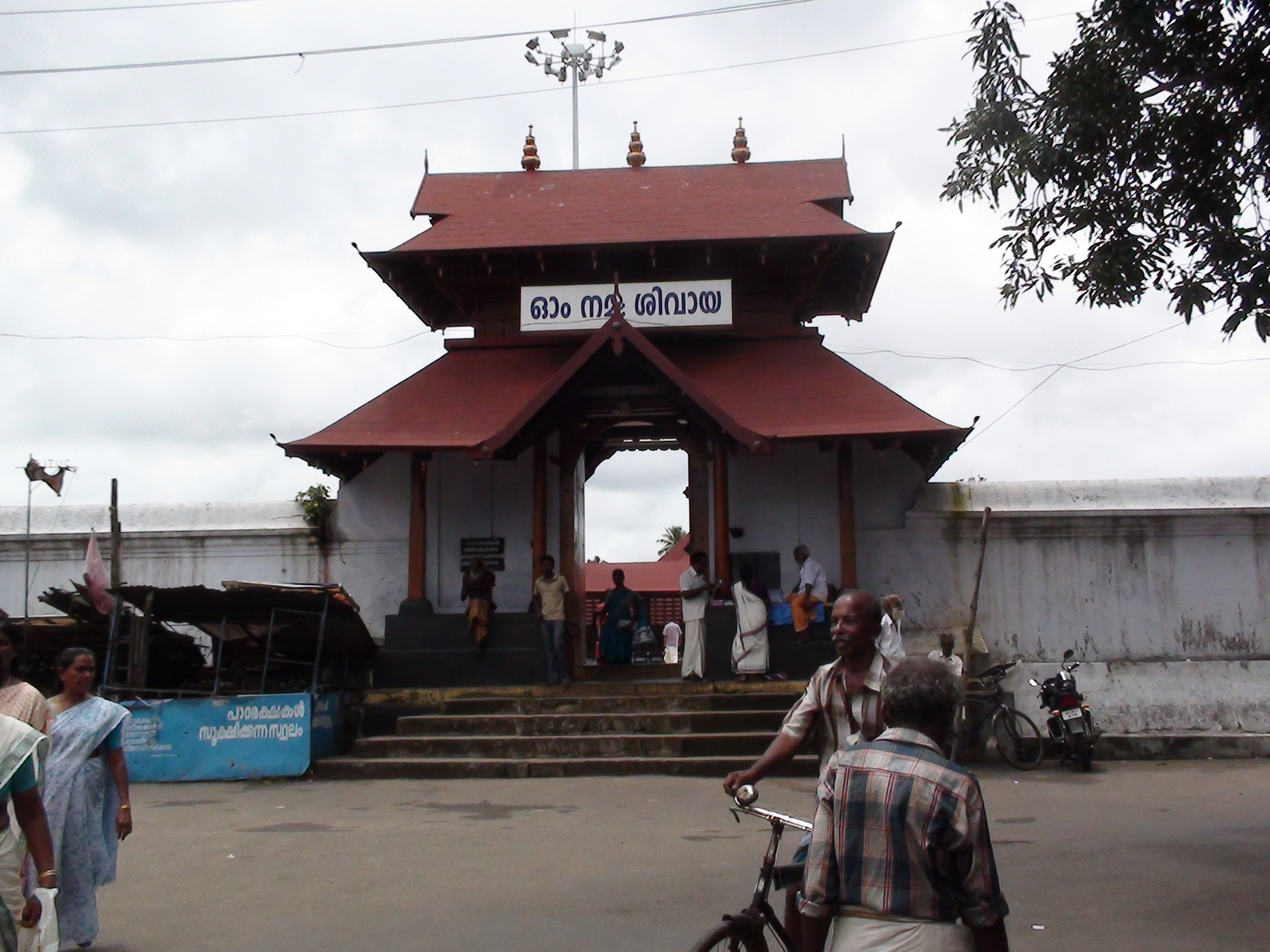
Padinjare nada (porta ovest)
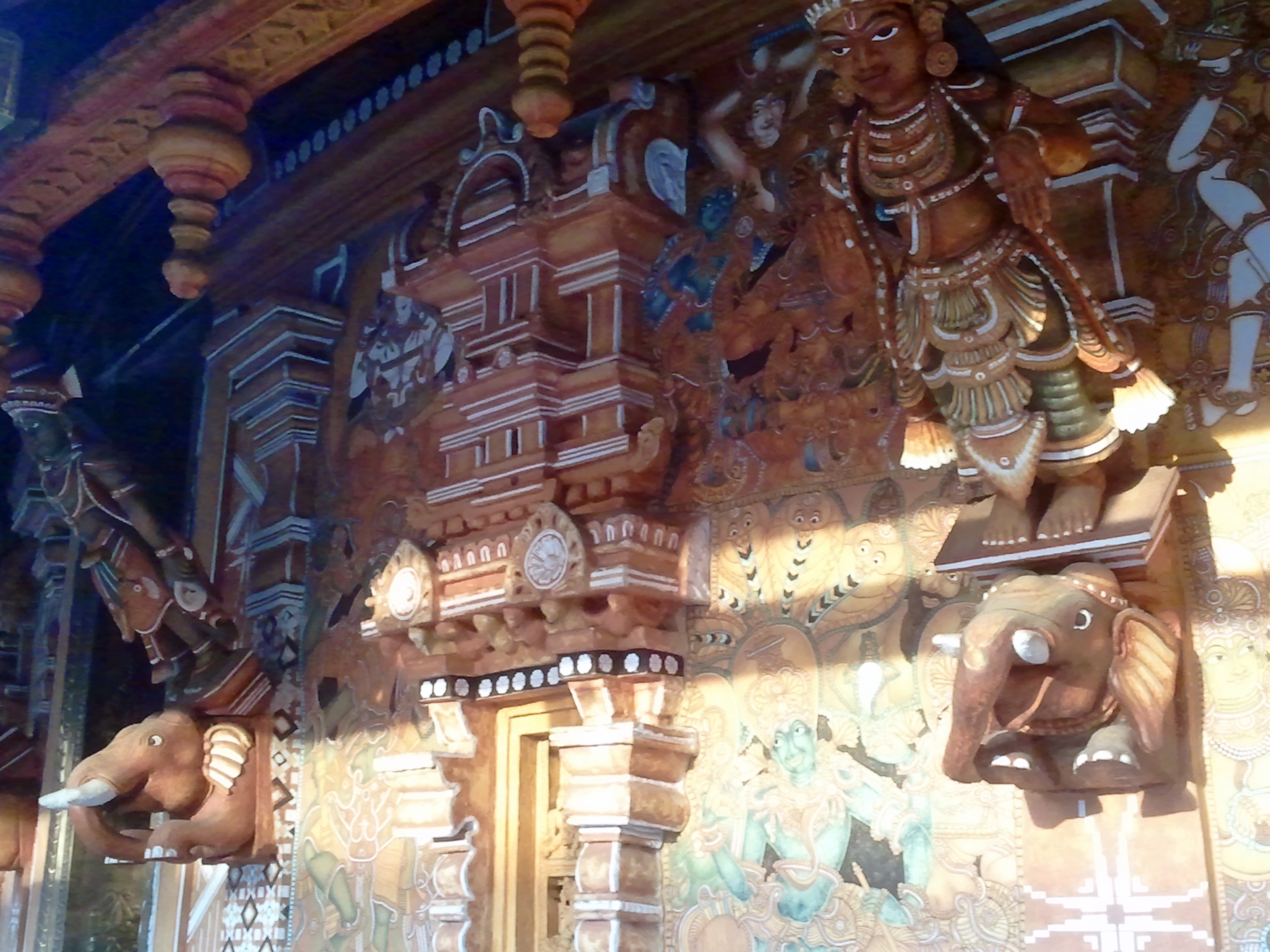
Dipinti murali nel tempio